# Червакова Ольга Валеріївна
Ольга Валеріївна Червакова (нар. 6 квітня 1975, Дніпропетровськ) — українська журналістка. Шеф-редакторка програми «Подробиці тижня» на телеканалі «Інтер». Лауреат премії «Телетріумф» у номінації «Телерепортер» (2011). Народна депутатка України

## Освіта
У 1997 році закінчила історичний факультет Дніпропетровського державного університету.

## Кар'єра
- З 1997 по 1998 рік працювала журналісткою ТРК «Восток-Центр».
- З 1998 по 2000 рік працювала редакторкою відділу новин ТРК «Восток-Центр».
- У 2001 році працювала спеціальною кореспонденткою газети «Дніпровська правда».
- З 2001 по 2002 рік була редакторкою відділу інформації ЗАТ «Діорама».
- З 2002 по 2003 рік була спеціальною кореспонденткою Національної телекомпанії України.
- З 2003 по 2013 рік була парламентською кореспонденткою на телеканалі СТБ. 29 травня 2013 року Ольга Червакова повідомила на своїй Facebook-сторінці, що написала заяву про звільнення з телеканалу СТБ «в зв'язку з незгодою з редакційною політикою»[2].
- У 2013 році працювала кореспонденткою ТОВ «Національні інформаційні системи» на телеканалі «Інтер».
- З 2014 року була шеф-редакторкою підсумкової програми «Подробиці тижня» на телеканалі «Інтер».

## Громадська діяльність
З 1998 — член Національної спілки журналістів. У 2008–2011 роках — член, голова первинного осередку профспілки «Медіафронт». З 2010 року — член Громадської Гуманітарної ради при Президенті України. З 2011 — член Правління Незалежної медіа-профспілки України. На парламентських виборах 2014 р. є № 49 у виборчому списку «Блоку Петра Порошенка». Безпартійна.

## Скандали
Народна депутатка Ольга Червакова від фракції БПП паралельно з роботою у Верховній Раді отримувала заробітну плату в структурі, яка виробляє новини для телеканалу «Інтер». Про це йдеться в її декларації на сайті Єдиного державного реєстру декларацій. В 2015 році Червакова отримала 303 тисячі гривень зарплати в ТОВ «Національні інформаційні системи» (НІС). Ця компанія займається виробництвом новин для телеканалу «Інтер».
27 травня 2015 року Міністр внутрішніх справ України Арсен Аваков звинуватив Народну депутатку України Ольгу Червакову у брехні. На думку Авакова, Червакова збрехала про те, що заступником Міністра внутрішніх справ України було призначено племінника Сергія Чеботаря.
7 червня 2016 року журналіст і громадський діяч Олександр Веремко-Бережний заявив, що Народна депутатка України Ольга Червакова маніпулює фактами і бреше про законопроєкти, які виносяться на голосування в парламенті. Зокрема, він звинуватив Ольгу Червакову в “протягуванні” на голосування альтернативного документу, який дозволяє деяким радіостанціям взагалі не пускати в ефір україномовний контент (законопроєкт «Про внесення змін до деяких законів України (щодо частки музичних творів державною мовою в програмах телерадіоорганізацій).
Журналісти знайшли серед помічників Народної депутатки України Ольги Червакової помічників колишніх депутатів від Партії регіонів, зокрема, Гусак Андрій Степанович був помічником Народного депутата України від Партії регіонів Чорновола Тараса Вячеславовича, а Савченко Олена Миколаївна була помічником Народного депутата України від Партії регіонів Тедеєва Ельбруса Сослановича.
Народна депутатка України Ольга Червакова під час виборів у Коцюбинському Київської області підтримувала Ольгу Матюшину та її команду разом із Євгеном Мельничуком, у якого Служба безпеки України вилучила незаконно видобутий бурштин.